# Johan Eiswohld
Johan Eiswohld, né le 12 juin 1990, est un footballeur suédois. Il évolue au poste de défenseur central avec le club suédois de l'IK Sirius.

## Biographie
Il commence sa carrière en jeunes au Södra Sandby IF, pour ensuite passer  au Lunds BK où il joue pendant cinq ans, avant de rejoindre l'Helsingborgs IF chez les jeunes puis chez les professionnels. 
Par la suite, de 2012 à 2017, il évolue en faveur de l'Ängelholms FF, avant de signer pour l'IK Sirius.
Eiswohld fait ses débuts en Allsvenskan le 9 novembre 2008, lors d'une rencontre entre l'Helsingborgs IF et l'IFK Göteborg. Il joue onze matchs en Allsvenskan avec l'équipe d'Helsingborgs.

## Palmarès
- Champion de Suède en 2011 avec Helsingborgs